# Alphaville Rugby Clube
Alphaville Rugby Clube è stato un club brasiliano di rugby a 15 della polisportiva Alphaville Tenis Clube di Barueri nello Stato di San Paolo.

## Storia
L'idea di formare una squadra di rugby dagli abitanti del quartiere di Alphaville nasce nel 1974, ma solo nel settembre 1976 si riuscì a organizzare il club nella polisportiva del A.T.C. Negli anni '80 e '90 fu una delle più importanti squadre brasiliane conquistando 7 titoli brasiliani. Nel 1993 la divisione Rugby del A.T.C. è stata sciolta, il motivo è stato l'esodo della maggioranza di giocatori verso altre città, soprattutto San Paolo.

## Palmarès
- Campionato brasiliano di rugby: 7

1980, 1982, 1983, 1985, 1989, 1991, 1992.
- Campionato Paulista di rugby: 1

1987